# Erebus illodes
Erebus illodes är en fjärilsart som beskrevs av Hans Zerny 1916. Erebus illodes ingår i släktet Erebus och familjen nattflyn. Inga underarter finns listade i Catalogue of Life.